# Кубок Східного Тимору з футболу 2016
Кубок Східного Тимору з футболу 2016 — 4-й розіграш кубкового футбольного турніру у Східному Тиморі. Титул володаря кубка вперше здобув Понта Лешті.

## Календар
| Раунд        | Дата                       | Матчі | Клуби   |
| ------------ | -------------------------- | ----- | ------- |
| Перший раунд | 4-19 серпня 2016           | 10    | 21 → 11 |
| Другий раунд | 20-27 серпня 2016          | 5     | 11 → 6  |
| Третій раунд | 28 серпня - 1 вересня 2016 | 2     | 6 → 4   |
| 1/2 фіналу   | 3-4 вересня 2016           | 2     | 4 → 2   |
| Фінал        | 10 вересня 2016            | 1     | 2 → 1   |

## Перший раунд
| Команда 1                | Рахунок      | Команда 2            |
| ------------------------ | ------------ | -------------------- |
| 4 серпня 2016            |              |                      |
| Айтана                   | 2:1          | Зебра (2)            |
| 5 серпня 2016            |              |                      |
| Нагарджу (2)             | 0:1          | Бенфіка Лаулара      |
| 6 серпня 2016            |              |                      |
| ЯМКА (2)                 | 2:0          | Спортінг (Тимор) (2) |
| 7 серпня 2016            |              |                      |
| Ассалам (2)              | 3:1          | АДР Уніан (2)        |
| 11 серпня 2016           |              |                      |
| Карсі                    | 0:1          | Каркету              |
| 12 серпня 2016           |              |                      |
| Кафе (2)                 | 2:7          | ДІТ                  |
| 13 серпня 2016           |              |                      |
| Каблакі (2)              | 1:1 пен. 5:4 | Санта-Круз (2)       |
| 14 серпня 2016           |              |                      |
| Академіка                | 3:1          | Ліка-Ліка (2)        |
| 18 серпня 2016           |              |                      |
| Порту Тайбессі           | 0:3          | Понта Лешті          |
| 19 серпня 2016           |              |                      |
| Атлетіку (Ультрамар) (2) | 0:2          | Какушан (2)          |

## Другий раунд
| Команда 1      | Рахунок | Команда 2        |
| -------------- | ------- | ---------------- |
| 20 серпня 2016 |         |                  |
| Айтана         | 0:1     | Бенфіка Лаулара  |
| 21 серпня 2016 |         |                  |
| ЯМКА (2)       | 0:2     | Ассалам (2)      |
| 25 серпня 2016 |         |                  |
| Каркету        | 3:0     | Бенфіка Ділі (2) |
| 26 серпня 2016 |         |                  |
| ДІТ            | 10:1    | Каблакі (2)      |
| 27 серпня 2016 |         |                  |
| Академіка      | 0:1     | Понта Лешті      |

## Третій раунд
| Команда 1      | Рахунок      | Команда 2   |
| -------------- | ------------ | ----------- |
| 28 серпня 2016 |              |             |
| Ассалам (2)    | 1:0          | Каркету     |
| 1 вересня 2016 |              |             |
| Понта Лешті    | 2:2 пен. 4:2 | Какушан (2) |

## 1/2 фіналу
| Команда 1       | Рахунок | Команда 2   |
| --------------- | ------- | ----------- |
| 3 вересня 2016  |         |             |
| Бенфіка Лаулара | 1:3     | Ассалам (2) |
| 4 вересня 2016  |         |             |
| ДІТ             | 1:2     | Понта Лешті |

## Фінал
| 10 вересня 2016 |

| Ассалам (2) | 0:1 | Понта Лешті |
| ----------- | --- | ----------- |
|             |     | Гарсія 60'  |

| Національний стадіон, Ділі Глядачів: 0 Арбітр: Селашіу да Сілва |